# Херши Бэрс
«Херши Бэрс» (англ. Hershey Bears) — профессиональная хоккейная команда, играющая в Американской хоккейной лиге. Команда базируется в городе Херши, штат Пенсильвания, США. С сезона 2005/06 является фарм-клубом команды НХЛ «Вашингтон Кэпиталз». Домашние игры с 2002 года проводит в «Джайант-центре». В 1938—2002 годах команда играла на «Хершипарк-арене».
«Херши» — одна из самых старых команд-членов АХЛ, вступившая в лигу в 1938 году и сыгравшая свою 5000-ю игру 20 декабря 2006 года. Владельцем команды является «Херши Интертейнмент энд Ресортс Компани».

## История команды
Первую товарищескую встречу «Херши» провела 18 февраля 1931 года, будучи командой колледжа. В 1938—1939 гг. «Бэрс» стали восьмым членом новосформированной Международно-Американской хоккейной лиги (IAHL), переименованной в 1940 году в АХЛ. На сегодняшний день четыре клуба из семи других участников IAHL (города Спрингфилд, Филадельфия, Сиракьюз и Провиденс) представлены в АХЛ, но только «Бэрс» играли в лиге без перерывов, с первого сезона 1938—1939 гг. В середине пятидесятых годов «Херши Бэрс», являясь на тот момент фарм-клубом команды «Бостон Брюинз», пригласили молодого парня, игравшего в Хоккейной ассоциации Онтарио (OHA) в то время, Дональда Стюарта Черри. Первая игра Черри в НХЛ состоялась в сезоне 1954—1955 гг., когда Бостон вызвал его на игру плей-офф. Дон Черри отыграл 20 лет, прежде чем стать тренером и популярным спортивным комментатором телерадиокомпании CBS. За три сезона, с 1954—1955 по 1956—1957 гг., выступая за «Бэрс», он набрал 424 штрафные минуты, забросил 15 голов и сделал 55 передач.
«Вашингтон Кэпиталс» вновь стал родной командой для «Бэрс» в 2005 году, после 21 года, проведённого в качестве фарм-клуба «Бостон Брюинз», «Филадельфия Флайерз» и «Колорадо Эвеланш». «Бэрс» — обладатели девяти Кубков Колдера, как и команда «Кливленд Баронс». Последний свой чемпионский титул команда завоевала в сезоне 2005—2006, в играх против «Милуоки Эдмиралс». 20 декабря 2006 года «Беарс» сыграли свою пятитысячную игру в регулярном сезоне на «Пепси Арене». «Бэрс» забили семь голов, оформив победу над «Олбани Ривер Рэтс» со счётом 7:4. В 2009 году они выиграли Кубок Колдера.

## 2006 г. — Кубок Колдера
В 2006 году «Херши» с новым тренером Брюсом Будро возвратились в плей-офф после двухлетнего перерыва. Команда сильно стартовала в плей-офф, в своих первых двух раундах одержав победы в сериях со счётом 4-0 против «Норфолк Эдмиралс» и «Уилкс-Барре/Скрэнтон Пингвинз». В финале Восточной конференции «Бэрс» играли с командой «Портленд Пайретс». «Бэрс» быстро повели в серии со счётом 2-0, но, проиграв третью игру, добились победы только в четвёртом матче, поведя в серии 3-1. Вскоре «Бэрс» возвратились в «Джайант-центр» на седьмую игру серии, основное время которой закончилось вничью (голом отметился Грэм Минк). В овертайме «Бэрс» добились победы благодаря голу Эрика Фера и выиграли серию. 15 июня 2006 года «Бэрс» выиграли Кубок Колдера, победив со счётом в серии 4-2 команду «Милуоки Эдмиралс». Кубок стал девятым в истории команды.

## Клубные рекорды

### Сезон
- Голы (60) — Александр Жиру (2008-09)
- Передачи (89) — Джордж Салливан (1953-54)
- Очки (124) — Тим Туки (1986-87)
- Штраф (432) — Стив Мартинсон (1985-86)
- Коэффициент пропущенных голов (1,98) — Элфи Мур (1938-39)

### Карьера в клубе
- Голы — 260 — Данк Фишер
- Передачи — 636 — Майк Николюк
- Очки — 808 — Майк Николюк
- Штраф — 1519 — Майк Стотерс
- Вратарские победы — 226 — Горди Генри
- «Сухие» игры — 18 — Ник Деймор
- Игры — 972 — Майк Николюк